# Грабар Мирона Володимирівна
Мирона Володимирівна Граба́р (нар. 4 липня 1938, Ужгород) — майстриня художнього скла.

## Життєпис
Народилася 4 липня 1938 року в місті Ужгороді (нині Закарпатська область, Україна). Упродовж 1955—1960 років навчалась в Ужгородському училищі прикладного мистецтва у Йосипа Бокшая, Адальберта Ерделі.
Протягом 1961—1972 років обіймала посаду художника, а у 1972—1974 роках — головного художника Дятьківського кришталевого заводу.

## Творчість
Автор виробів із кольорового, сульфідного скла та переважно з прозорого кришталю. Виготовляла вази, блюда, графини, стакани, штофи; здебільшого — це низька циліндрична ваза, декоративний штоф. Серед робіт:
- прилади для чаю, печива, сиру, води, вина «Російський» (1966), «Ювілейний» (1967), «Корона» (1970);
- десертні набори «Димчасте скло» (1961), «Лютий» (1974);
- комплекти «Намисто» (1966), «Червоний» (1973);
- сервіз «Бенефіс» для ресторану (1966);
- ансамблі «Королівський» (1971), «День і ніч», «Тиша» (обидва — 1970), «Кантата» (1972);
- штофи «Квадрати», «Паморозь» (обидва — 1968), «Електрон», «Рапсодія», «Моє місто» (всі 1970);
- вази «Драбинка» (1966), «Блакитні кулі» (1970).

Вироби майстрині експонувалися на закордонних виставках у Пловдиві та Осаці у 1966 році, Всесвітній виставці в Монреалі у 1967 році, на виставці у Лондоні у 1968 році.